# هاکانیمی

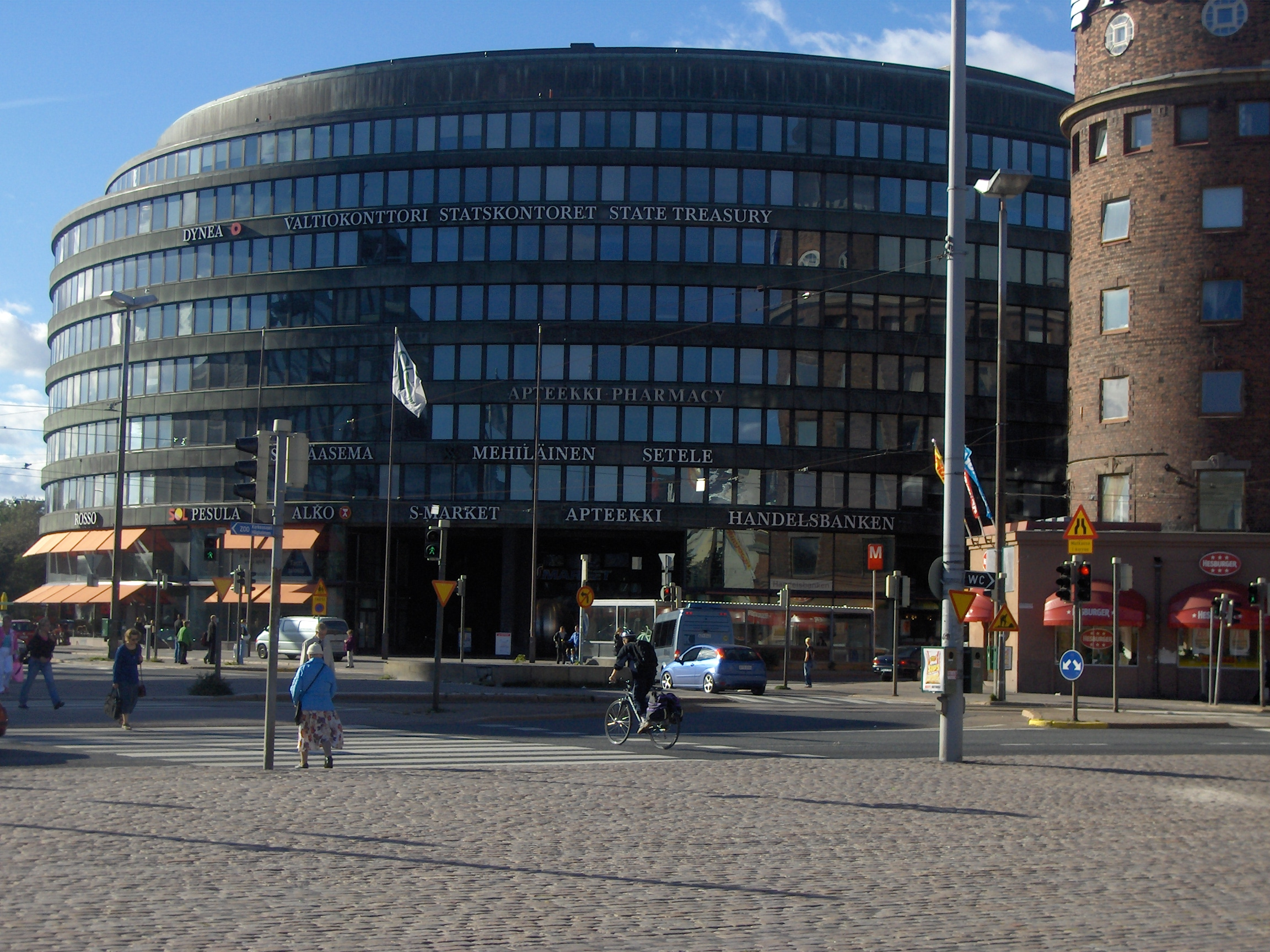
ساختمان امپیراتالا (به معنای خانه گرد) در هاکانیمی

هاکانیمی (انگلیسی: Hakaniemi)، (سوئدی: Hagnäs) یک منطقه غیررسمی از هلسینکی، پایتخت فنلاند است. هاکانیمی بیشتر محله سیلتاساری را در بر می‌گیرد و به عنوان یک منطقه از مرکز شهر هلسینکی در نظر گرفته شده‌است.

## پیشینه
از نظر تاریخی، بافت اجتماعی هاکانیمی اغلب مرتبط با طبقه کارگر بوده اما هم‌اکنون با سایر مناطق هلسینکی مرکزی هم‌تراز است. هاکانیمی از سال ۱۸۹۷ محل بازار کشاورزان بوده‌است.

## حال حاضر
از شناخته شده‌ترین ویژگی‌های هاکانیمی بازار بزرگ و پر جنب و جوش، فروشگاه‌های مواد غذایی شرقی با تنوع زیادی از محصولات وارداتی آسیایی است. هم چنین مقر بسیاری از اتحادیه‌های کارگری، دفتر مرکزی حزب سوسیال دموکرات فنلاند و حزب ائتلاف چپ فنلاند در این منطقه قرار دارد.

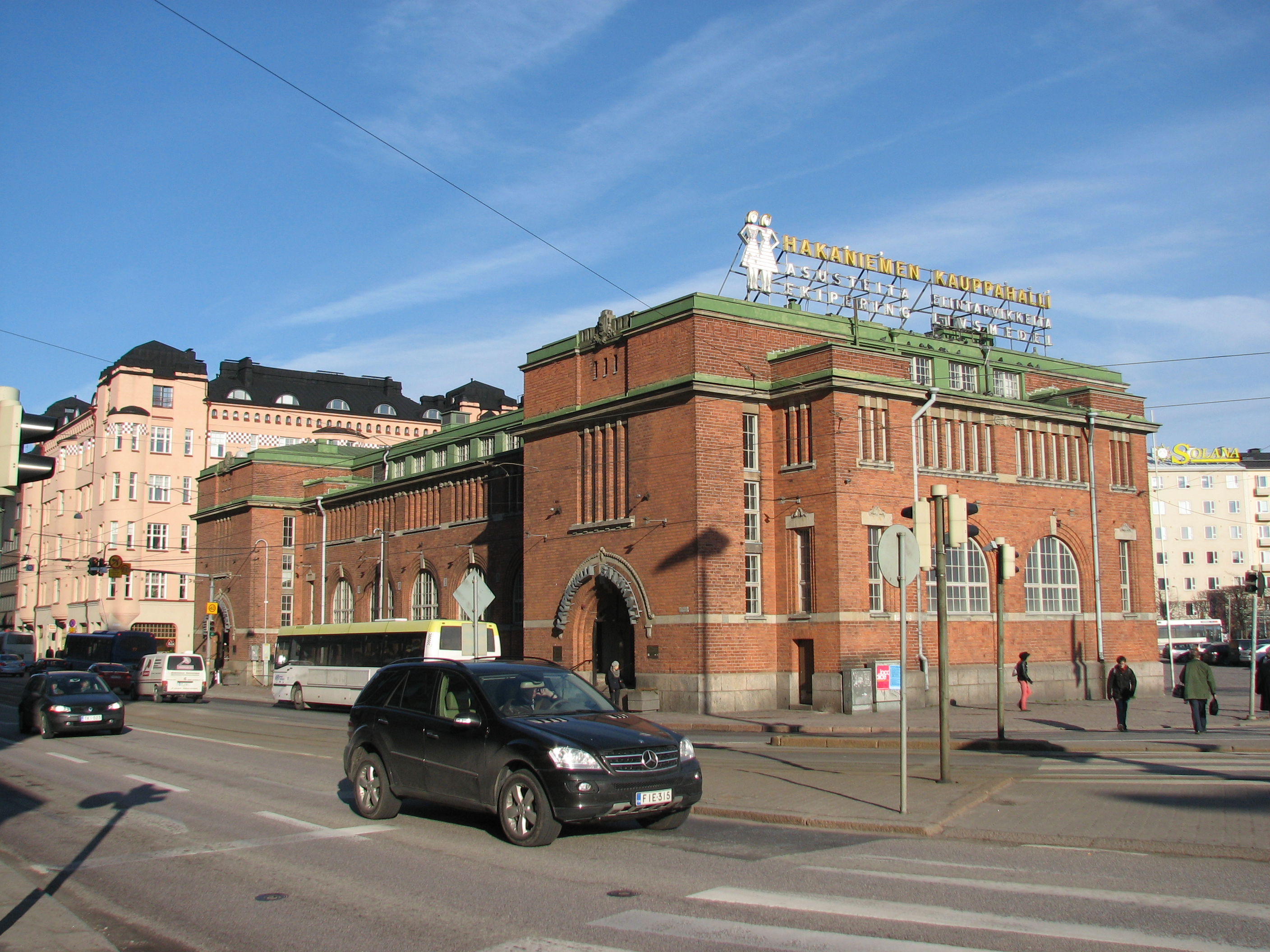
بازار هاکانیمی یکی از سه بازار مهم هلسینکی است. ۲ بازار دیگر میدان بازار و در هیتالاهتی هستند.